# EX-ONE
EX-ONE（エックスワン）は日本の株式会社エクス（合同会社として設立後に改組）によるアダルトゲームブランド。サイトウケンジが代表を務める。
2011年7月末、『電撃姫』2011年9月号にて設立が公表され、『真夏の夜の雪物語 -MIDSUMMER SNOW NIGHT-』『フツウノファンタジー』『ファイナル恋愛ゲーム』の3作品が同時に製作発表された。しかし、『ファイナル恋愛ゲーム』は2012年2月末に代表社員・齊藤健二により開発凍結が発表された。
2011年12月に第1作『真夏の夜の雪物語』、2012年6月に第2作『フツウノファンタジー』が発売された。2013年2月に『真夏の夜の雪物語』のファンディスク『真夏の小さな恋物語』が通販限定で発売された後、2013年5月に『月あかりランチ』が発売された。それ以降は新作は発表されていない。2014年10月17日より4作品をまとめた『EX-ONE コンプリートセット』がDMM.R18よりダウンロード販売されている。

## 作品
- 真夏の夜の雪物語 -MIDSUMMER SNOW NIGHT-（2011年12月22日発売、原画：みけおう / シナリオ：サイトウケンジ、深山ユーキ）
- フツウノファンタジー（2012年6月29日発売、原画：一葉モカ / シナリオ：深山ユーキ）
- 真夏の小さな恋物語 -MIDSUMMER SNOW NIGHT FAN DISK-（2013年2月22日発売、原画：みけおう / シナリオ：深山ユーキ）
- 月あかりランチ OZ sings, The last fairy tale.（2013年5月31日発売、原画：高階@聖人 / シナリオ：サイトウケンジ、代瀬涼）

- ファイナル恋愛ゲーム（開発凍結、原画：涼香 / シナリオ：サイトウケンジ）